# 2016년 12월
| 2016년: 1월 · 2월 · 3월 · 4월 · 5월 · 6월 · 7월 · 8월 · 9월 · 10월 · 11월 · 12월 |

| \| 2016년 12월 1일 (목요일) \| \| 편집 \| |  |      |
| 정치 - 미국의 대통령 당선자인 도널드 트럼프가 국방장관으로 장성 출신의 제임스 매티스(James Mattis)를 내정하였다고 밝혔다. 군 장성 출신이 미국 국방장관에 오르는 것은 조지 마셜(2차대전 당시 참모총장) 이후 처음이다. - 태국의 새 국왕 마하 와치랄롱꼰(มหาวชิราลงกรณ)이 의회의 국왕 추대를 수락하였다. 전임 푸미폰 아둔야뎃 국왕은 지난 10월 13일 사망하였다. |  |      |
| 2016년 12월 1일 (목요일) |  | 편집 |

| 2016년 12월 1일 (목요일) |  | 편집 |

| \| 2016년 12월 2일 (금요일) \| \| 편집 \| |  |      |
| 정치 - 감비아의 대통령 선거에서 아다마 배로(Adama Barrow) 야당 단일 후보가 승리하면서, 22년간 집권해온 야히아 자메 대통령이 재집권에 실패하였다. 야히아 자메 대통령은 지난 1994년 29세의 나이에 쿠데타로 집권한 이래 대통령직을 네 번 연임하였다. 재해·사고 - 중화인민공화국 후베이성에서 버스가 도로변의 호수로 추락하는 사고가 발생, 최소 18명이 사망하였다. |  |      |
| 2016년 12월 2일 (금요일) |  | 편집 |

| 2016년 12월 2일 (금요일) |  | 편집 |

| \| 2016년 12월 3일 (토요일) \| \| 편집 \|                                                                               |  |      |
| 정치 - 대한민국 전역에서 박근혜 대통령의 하야(下野)를 요구하는 대규모 시위가 열렸으며, 약 233만 명의 시민이 참여하였다. |  |      |
| 2016년 12월 3일 (토요일)                                                                                                |  | 편집 |

| 2016년 12월 3일 (토요일) |  | 편집 |

| \| 2016년 12월 4일 (일요일) \| \| 편집 \| |  |      |
| 정치 - 이탈리아 개헌 국민투표에서 개헌안이 부결되어 이탈리아 총리 마테오 렌치가 사임하였다. - 오스트리아에서 부정선거 무효로 대통령 재선거가 치뤄진 결과 알렉산더 판데어벨렌이 다시 당선되었다. |  |      |
| 2016년 12월 4일 (일요일) |  | 편집 |

| 2016년 12월 4일 (일요일) |  | 편집 |

| \| 2016년 12월 5일 (월요일) \| \| 편집 \| |  |      |
| 정치 - 미국 미시간주(州)가 대통령 선거 투표지 480만 여장에 대하여 재검표가 개시되었다. 앞서 위스콘신주(州)는 지난 1일 재검표를 개시하였다. - 2016년 미국 대통령 선거 당선자 도널드 트럼프가 주택장관에 벤 카슨을 지명하였다. - 프랑스의 총리 마뉘엘 발스가 내년 예정된 대통령 선거 출마를 선언하였다. - 뉴질랜드의 총리 존 키(John Key)가 총리직 사임 의사를 밝혔다. 키는 지난 2008년부터 총리로 재직 중이었다. 스포츠 - 남미 축구 연맹(CONMEBOL)이 샤페코엔시를 2016년 코파 수다메리카나의 우승자로 선언하였다. 우승을 양보한 아틀레티코 나시오날은 페어플레이상을 수상하였다. 샤페코엔시 선수단은 결승 경기를 위해 이동 중 라미아 항공 2933편 추락 사고가 발생하며 선수단 대부분이 숨졌다. - 국제축구연맹(FIFA)의 전(前) 회장인 제프 블라터에 대한 6년 간의 자격정지가 확정되었다. 재해·사고 - 파키스탄 카라치 남부의 호텔에서 대형 화재가 발생하여 최소 11명이 사망하고 75명이 부상을 입었다. |  |      |
| 2016년 12월 5일 (월요일) |  | 편집 |

| 2016년 12월 5일 (월요일) |  | 편집 |

| \| 2016년 12월 6일 (화요일) \| \| 편집 \| |  |      |
| 정치 - 프랑수아 올랑드 대통령이 신임 총리로 마뉘엘 발스를 지명하였다. 사르코치 레이몬스 전임 총리는 내년 선거 출마를 밝히고 사임하였다. 재해·사고 - 태국에서 사무이 섬을 비롯한 남부 지역에 폭우가 내리면서 홍수가 발생, 최소 14명이 사망하고 1명이 실종되었다. |  |      |
| 2016년 12월 6일 (화요일) |  | 편집 |

| 2016년 12월 6일 (화요일) |  | 편집 |

| \| 2016년 12월 7일 (수요일) \| \| 편집 \| |  |      |
| 재해·사고 - 인도네시아 아체주(州)에서 강진이 발생하여 최소 97명이 숨졌다. - 파키스탄 국제항공 소속 여객기가 파키스탄 북부 치트랄에서 수도인 이슬라바마드로 향하던 중 추락사고가 발생, 탑승자 48명 전원이 사망하였다. |  |      |
| 2016년 12월 7일 (수요일) |  | 편집 |

| 2016년 12월 7일 (수요일) |  | 편집 |

| \| 2016년 12월 8일 (목요일) \| \| 편집 \| |  |      |
| 정치 - 대한민국 국회 본회의에 박근혜 대통령 탄핵 소추안이 대해 보고되었다. 이에 대한 표결은 보고 24시간 이후에 72시간 이내로 진행되어야 한다. |  |      |
| 2016년 12월 8일 (목요일) |  | 편집 |

| 2016년 12월 8일 (목요일) |  | 편집 |

| \| 2016년 12월 9일 (금요일) \| \| 편집 \| |  |      |
| 재해·사고 - 남태평양 솔로몬 제도 마키라섬 인근에서 규모 7.7의 강진이 발생하였다. 정치 - 박근혜 대통령 탄핵 소추안이 대한민국 국회에서 찬성 234표, 반대 56표로 가결되었다. 이로써 오후 7시 3분부터 대통령의 직무가 정지되었다. 사회 - 대한민국의 철도 노선인 수서고속철도 수서역 - 지제역이 개통되었다. |  |      |
| 2016년 12월 9일 (금요일) |  | 편집 |

| 2016년 12월 9일 (금요일) |  | 편집 |

| \| 2016년 12월 10일 (토요일) \| \| 편집 \| |  |      |
| 재해·사고 - 나이지리아 우요에서 교회가 붕괴하는 사고가 발생해 최소 160여명의 사망자가 발생하였다. - 터키 이스탄불에서 2차례 폭탄 테러가 발생해 최소 29명이 사망하고 166명이 부상당했다. - 불가리아 히트리노에서 열차가 탈선하는 사고가 발생해 8명이 사망하고 29명이 부상당했다. |  |      |
| 2016년 12월 10일 (토요일) |  | 편집 |

| 2016년 12월 10일 (토요일) |  | 편집 |

| \| 2016년 12월 11일 (일요일) \| \| 편집 \|                                                                       |  |      |
| 재해·사고 - 이집트 카이로의 한 콥트 정교회 대성당에서 폭탄 테러가 발생해 최소 25명이 사망하고 49명이 부상당했다. |  |      |
| 2016년 12월 11일 (일요일)                                                                                        |  | 편집 |

| 2016년 12월 11일 (일요일) |  | 편집 |

| \| 2016년 12월 12일 (월요일) \| \| 편집 \| |  |      |
| 정치 - 뉴질랜드에서 재무장관 빌 잉글리시(Bill English)가 새로운 총리로 취임하였다. 잉글리시의 총리 취임으로 공석이된 부총리 자리에는 파울라 베넷(Paula Bennett)이 지명되었다. 경제 - 베네수엘라에서 현재 최고액권인 100볼리바르를 12월 14일 까지만 통용하는 것으로 밝혔다. 심각한 인플레이션을 겪고 있는 베네수엘라는 15일 부터는 최고 2만 볼리바르의 새로운 지폐 6종을 발행할 계획이다. |  |      |
| 2016년 12월 12일 (월요일) |  | 편집 |

| 2016년 12월 12일 (월요일) |  | 편집 |

| \| 2016년 12월 13일 (화요일) \| \| 편집 \| |  |      |
| 군사 - 시리아 군(軍)이 알레포를 탈환하였으며, 정부군과 반군은 휴전에 합의하였다. 알레포는 지난 4년 반 동안 이어진 시리아 내전의 최대 격전지이다. 정치 - 미국의 대통령 당선자 도널드 트럼프가 엑슨모빌의 최고경영자 렉스 틸러슨을 국무장관에 지명하였다. |  |      |
| 2016년 12월 13일 (화요일) |  | 편집 |

| 2016년 12월 13일 (화요일) |  | 편집 |

| \| 2016년 12월 14일 (수요일) \| \| 편집 \| |  |      |
| 경제 - 미국 연방준비제도이사회(FRB)는 연방공개시장위원회(FOMC) 정례회의를 갖고, 기준금리를 0.50 ~ 0.75% 로 0.25% 인상한다고 밝혔다. 군사 - 시리아 정부군(軍)과 반군간에 충돌이 빚어지고, 교전이 재개되었다. 양측은 서로가 휴전을 파기하였다고 주장하고 있으며, 이번 휴전에 관여한 러시아와 터키가 긴급 협상을 벌이고 있다. 사회 - 프랑스 파리의 에펠탑이 근로자들의 파업으로 이틀째 문을 닫았다. 3백여 명의 에펠탑 직원들은 임금 인상 및 근로조건 개선을 요구하며 파업에 나섰다. |  |      |
| 2016년 12월 14일 (수요일) |  | 편집 |

| 2016년 12월 14일 (수요일) |  | 편집 |

| \| 2016년 12월 15일 (목요일) \| \| 편집 \| |  |      |
| 정치 - 루마니아의 총선에서 사회민주당이 득표율 45.9%로 승리하였다. 함께 연립정부를 꾸릴 것으로 예상되는 자유민주연합(ALDE)은 5.5%를 얻었다. 한편 총선의 투표율은 39.5% 이다. |  |      |
| 2016년 12월 15일 (목요일) |  | 편집 |

| 2016년 12월 15일 (목요일) |  | 편집 |

| \| 2016년 12월 16일 (금요일) \| \| 편집 \| |  |      |
| 경제 - 유럽 연합(EU)이 브뤼셀에서 가진 회의를 통해 당초 2017년 1월 종료 예정이던 러시아에 대한 경제제재를 6개월 연장하기로 결정하였다. 유럽연합은 지난 2014년 7월 말레이시아 항공 17편 격추 사건의 책임을 물어 러시아에 대해 경제제재에 나섰으며, 이를 6개월 마다 연장해오고 있다. |  |      |
| 2016년 12월 16일 (금요일) |  | 편집 |

| 2016년 12월 16일 (금요일) |  | 편집 |

| \| 2016년 12월 17일 (토요일) \| \| 편집 \| |  |      |
| 정치 - 대한민국 전역에서 촛불 시위가 열렸으며, 탄핵된 박근혜 대통령에 대한 헌법재판소의 박근혜 대통령 탄핵 소추안 인용을 요구하였다. 외교 - 중화인민공화국이 지난 15일 나포하였던 미국의 무인 수중 드론 반환에 합의하였다. 토목 - 에티오피아 오모강의 기베3 댐에 수력발전소가 준공되었다. 재해·사고 - 터키 중부의 도시 카이세리(Kayseri)에서 폭탄 테러가 발생, 최소 13명이 숨지고 56명이 다쳤다. - 파푸아뉴기니에서 동쪽 46km 지점의 남태평양 해상에서 규모 7.9의 강진이 발생하였다. |  |      |
| 2016년 12월 17일 (토요일) |  | 편집 |

| 2016년 12월 17일 (토요일) |  | 편집 |

| \| 2016년 12월 18일 (일요일) \| \| 편집 \| |  |      |
| 재해·사고 - 인도네시아 파푸아 주(州)에서 인도네시아공군의 대형 수송기인 록히드 C-130 허큘리스가 추락하면서, 탑승자 13명 전원이 사망하였다. 2015년 인도네시아 C-130 허큘리스 추락 사고 때와 동일 기종이다. |  |      |
| 2016년 12월 18일 (일요일) |  | 편집 |

| 2016년 12월 18일 (일요일) |  | 편집 |

| \| 2016년 12월 19일 (월요일) \| \| 편집 \| |  |      |
| 과학 - 아프리카 사하라 사막에 눈(雪)이 내렸다. 이는 1979년 2월 이후 37년여 만의 일이다. 사건·사고 - 독일 베를린에서 크리스마스 시장에 트럭이 돌진하는 테러가 발생하여 최소 12명이 사망하고 48명이 부상당했다. - 안드레이 카를로프 암살 사건이 발생하였다. 터키 주재 러시아 대사인 안드레이 카를로프가 터키 앙카라의 한 미술관에서 총격을 받고 숨졌다. |  |      |
| 2016년 12월 19일 (월요일) |  | 편집 |

| 2016년 12월 19일 (월요일) |  | 편집 |

| \| 2016년 12월 20일 (화요일) \| \| 편집 \| |  |      |
| 사건·사고 - 멕시코 툴테펙(Tultepec)에서 산파블리토 시장 폭발 사고가 발생하여 최소 29명이 숨지고 70명이 다쳤다. 또한 시장 및 그 일대가 심각하게 파괴되었다. - 콩고 민주 공화국에서 조제프 카빌라의 임기 연장에 항의하는 반정부 시위가 일어나 진압 과정에서 30명 이상이 사망했다. |  |      |
| 2016년 12월 20일 (화요일) |  | 편집 |

| 2016년 12월 20일 (화요일) |  | 편집 |

| \| 2016년 12월 21일 (수요일) \| \| 편집 \| |  |      |
| 국제 관계 - 몽골 정부가 제14대 달라이 라마의 몽골 방문에 대한 중화인민공화국 정부의 차관(借款) 제공 회담 연기 등의 경제적 보복 조치로 정부 임기내 재방문 불가를 확인하였다. - 상투메 프린시페가 타이완과 단교(斷交)하고, 중화인민공화국과 외교 관계를 맺었다. 문화 - 미국 가수 제임스 테일러(James Taylor)가 내년 2월에 예정되었던 필리핀 마닐라 공연을 취소하였다. 트위터를 통해 로드리고 두테르테 대통령이 벌이고 있는 마약과의 전쟁 과정에서의 즉결 처형에 대한 항의 차원임을 밝혔다. |  |      |
| 2016년 12월 21일 (수요일) |  | 편집 |

| 2016년 12월 21일 (수요일) |  | 편집 |

| \| 2016년 12월 22일 (목요일) \| \| 편집 \| |  |      |
| 보건 - 세계 보건 기구(WHO)가 에볼라 백신인 'rVSV-ZEBOV'에 대하여, 상당한 효과가 있다고 밝혔다. 과학 - 리무사우르스가, 성장 과정에서 이빨이 빠지는 것이 연구 결과 확인되어, 커런트 바이올로지 지(紙)에 실렸다. |  |      |
| 2016년 12월 22일 (목요일) |  | 편집 |

| 2016년 12월 22일 (목요일) |  | 편집 |

| \| 2016년 12월 23일 (금요일) \| \| 편집 \| |  |      |
| 정치 - 지난 8월 대한민국으로 망명한 태영호 전(前) 조선민주주의인민공화국 영국 주재 공사가 공식 석상에 처음으로 모습을 드러냈다. 사건·사고 - 오스트레일리아 대테러 경찰과 오스트레일리아 안보 정보 기구가 합동 작전을 통해 멜버른(Melbourne)에서의 테러를 모의한 7명을 체포하였다. 이들은 크리스마스에 멜버른 곳곳에서 동시 다발적인 테러를 모의한 것으로 알려졌다. |  |      |
| 2016년 12월 23일 (금요일) |  | 편집 |

| 2016년 12월 23일 (금요일) |  | 편집 |

| \| 2016년 12월 24일 (토요일) \| \| 편집 \|                                                                                                  |  |      |
| 정치 - 대한민국 전역에서 촛불 시위가 열렸으며, 탄핵된 박근혜 대통령에 대한 헌법재판소의 신속한 박근혜 대통령 탄핵 소추안 인용을 요구하였다. |  |      |
| 2016년 12월 24일 (토요일) |  | 편집 |

| 2016년 12월 24일 (토요일) |  | 편집 |

| \| 2016년 12월 25일 (일요일) \| \| 편집 \| |  |      |
| 부고 - 영국의 팝가수 조지 마이클(53)이 사망했다. 사회 - 아프가니스탄의 첫 여성 공군 조종사 닐루파르 라흐마니가 미국에서 연수를 받던 중 망명을 신청하였다. 사건·사고 - 소치 국제공항에서 출발해 시리아 흐메이밈 공군기지로 향하던 러시아 국방부 소속의 러시아 공군의 투폴레프 Tu-154기가 흑해 주변에 추락하여 93명 전원 사망했다. |  |      |
| 2016년 12월 25일 (일요일) |  | 편집 |

| 2016년 12월 25일 (일요일) |  | 편집 |

| \| 2016년 12월 26일 (월요일) \| \| 편집 \|                                                      |  |      |
| 사회 - 인도네시아 자카르타의 주지사 바수키 차하야 푸르나마가 신성모독 혐의로 재판에 회부되었다. |  |      |
| 2016년 12월 26일 (월요일)                                                                       |  | 편집 |

| 2016년 12월 26일 (월요일) |  | 편집 |

| \| 2016년 12월 27일 (화요일) \| \| 편집 \| |  |      |
| 정치 - 대한민국의 정당 중 하나인 새누리당 소속의원 29명이 탈당 및 신당(新黨) 창당을 선언하였다. - 일본의 내각총리대신 아베 신조가 진주만 추모 기념관을 참배하였다. 법 - 크리스티나 페르난데스 전(前) 아르헨티나 대통령이 부패 혐의로 기소되었다. - 쿠바 전국인민정권대표대회가 지난 달 사망한 피델 카스트로에 대한 우상화 금지 법안을 의결하였다. 이는 전(前) 쿠바 국가평의회 의장을 지낸 피델 카스트로의 유언에 따른 것이다. - 영화 스타워즈에서 레아 공주 역을 연기한 배우 캐리 피셔(Carrie Fisher)가 사망하였다. 과학 - 치타의 개체수가 7,100 여 마리에 불과하여 멸종 위기 상태라는 보고서가 발표되었다. 재해·사고 - 제26호 태풍 녹텐(Nock-ten) 이 필리핀에 상륙하해 큰 피해를 입혔다. 민도로섬 인근에서 선박이 침몰하는 등 태풍 피해로 최소 33명 사망또는 실종되었다. |  |      |
| 2016년 12월 27일 (화요일) |  | 편집 |

| 2016년 12월 27일 (화요일) |  | 편집 |

| \| 2016년 12월 28일 (수요일) \| \| 편집 \| |  |      |
| 경제 - 대한민국 공정거래위원회가 특허권 남용과 관련하여 퀄컴에 1조 300억 원의 과징금을 부과하였다. 퀄컴은 지난 2015년 2월 중화인민공화국 당국으로부터 반독점 위반혐의로 9억 7500만 달러(약 1조 1000억 원)의 벌금을 부과 받기도 하였다. 과학 - Pan-STARRS 프로젝트가 4년간 수집한 2 페타바이트 가량의 정보를 바탕으로, 첫 천체 목록 구성하여 출시한다. 재해·사고 - 인도 우타르프라데시 주(州) 칸푸르에서 열차 탈선 사고가 일어나, 최소 2명이 숨지고, 40명이 부상을 입었다. - 아프가니스탄의 수도 카불에서 국회 의원을 표적으로한 테러가 발생하여, 해당 의원과 아들이 부상을 입었다. 부고 - 사랑은 비를 타고에 출연한 미국의 배우 데비 레이놀즈가 사망하였다. 딸인 캐리 피셔가 세상을 떠난지 하루만에 별세하였다. |  |      |
| 2016년 12월 28일 (수요일) |  | 편집 |

| 2016년 12월 28일 (수요일) |  | 편집 |

| \| 2016년 12월 29일 (목요일) \| \| 편집 \| |  |      |
| 외교 - 미국에서 2016년 미국 대통령 선거 개입과 관련하여 러시아 외교관 35명을 추방하였다. 경제 - 이탈리아 중앙은행은 방카 몬테 데이 파스키 디 시에나(BMPS)의 부실과 관련한 구제 금융에 약 66억 유로의 지출이 필요하다고 밝혔다. 문화·예술 - 폴란드 정부에서 차르토리스키 컬렉션을 1억 유로에 사들였다. 약 8만 6천여 작품 중에는 레오나르도 다빈치와 렘브란트의 작품도 포함되어 있다. - 범죄학자인 필 스크래톤이 대영 제국 훈장(OBE) 수훈을 거절하였다. 스크래톤 교수는 힐즈버러 참사와 관련해 《Hillsborough: The Truth》를 출간하기도 하였다. 재해·사고 - 키리아코스 아미리디스 브라질 주재 그리스 대사가 사흘 전부터 실종 상태인 것으로 알려졌다. - 콩고 민주 공화국 남서부 지역에 홍수가 발생해 최소 50명이 숨지고, 1만 명 이상의 이재민이 발생하였다. |  |      |
| 2016년 12월 29일 (목요일) |  | 편집 |

| 2016년 12월 29일 (목요일) |  | 편집 |

| \| 2016년 12월 30일 (금요일) \| \| 편집 \| |  |      |
| 정치 - 루마니아의 대통령 클라우스 이오하니스는 사회민주당이 지명한 소린 그린데아누에 총리 권한을 부여하였다. 재해·사고 - 미국 알류샨 열도의 어널래스카섬 인근의 보고슬로프섬에서 화산이 분화하였다. 화산은 10km 상공까지 재를 뿜어냈다. - 인도의 푸네(Pune)의 빵집에서 화재가 발생하여 6명이 숨졌다. - 인도 자르칸드주(州)의 한 탄광이 붕괴하면서 최소 7명이 사망하고, 30명이 매몰되었다. - 실종된 키리아코스 아미리디스 브라질 주재 그리스 대사가 불에 탄 차량에서 숨진 채 발견되었다. 대사는 그의 아내와 불륜 상대자의 공모로 살해된 것으로 알려졌다. |  |      |
| 2016년 12월 30일 (금요일) |  | 편집 |

| 2016년 12월 30일 (금요일) |  | 편집 |

| \| 2016년 12월 31일 (토요일) \| \| 편집 \| |  |      |
| 정치 - 대한민국 전역에서 촛불 시위가 이어졌으며, 탄핵된 박근혜 대통령에 대한 헌법재판소의 신속한 박근혜 대통령 탄핵 소추안 인용을 요구하였다. 과학·기술 - 협정 세계시(UTC)가 12월 31일을 넘어가면서 윤초가 실시되다. |  |      |
| 2016년 12월 31일 (토요일) |  | 편집 |

| 2016년 12월 31일 (토요일) |  | 편집 |

| <          | 2016년 12월 | 2016년 12월 | 2016년 12월 | 2016년 12월  | 2016년 12월 | >          |
| 일         | 월          | 화          | 수          | 목           | 금          | 토         |
|            |             |             |             | 1 11.3 정사  | 2 4 무오    | 3 5 기미   |
| 4 6 경신   | 5 7 신유    | 6 8 임술    | 7 9 계해    | 8 10 갑자    | 9 11 을축   | 10 12 병인 |
| 11 13 정묘 | 12 14 무진  | 13 15 기사  | 14 16 경오  | 15 17 신미   | 16 18 임신  | 17 19 계유 |
| 18 20 갑술 | 19 21 을해  | 20 22 병자  | 21 23 정축  | 22 24 무인   | 23 25 기묘  | 24 26 경진 |
| 25 27 신사 | 26 28 임오  | 27 29 계미  | 28 30 갑신  | 29 12.1 을유 | 30 2 병술   | 31 3 정해  |

| - 12월 5일 - 새미 리 - 12월 8일 - 존 글렌 - 12월 25일 - 조지 마이클 - 12월 27일 - 캐리 피셔 - 12월 28일 - 데비 레이놀즈 편집하기 |